# 岩田村 (岐阜県)
岩田村（いわたむら）は、かって岐阜県稲葉郡にあった村である。
現在の岐阜市岩田西、岩田東、岩田坂などに該当する。

## 歴史
- 江戸時代、この地域は各務郡に属し、天領であった。
- 1889年（明治22年）7月1日 - 町村制により各務郡岩田村が発足。
- 1897年（明治30年）4月1日[2] - 各務郡、厚見郡、方県郡（一部）が合併し、稲葉郡となる。当村は稲葉郡の村となる。
- 1897年（明治30年）4月1日 - 岩瀧村と合併し、岩村が発足。同日岩田村は廃止。

## 神社・仏閣
- 伊波乃西神社

## 教育
- 岩田尋常小学校（1909年（明治42年）に岩瀧尋常小学校と合併し岩尋常高等小学校。現・岐阜市立岩小学校）